# Рузаєвка (Казахстан)
Руза́євка (каз. Рузаевка) — село у складі району імені Габіта Мусрепова Північноказахстанської області Казахстану. Адміністративний центр Рузаєвського сільського округу.
Населення — 3339 осіб (2021; 4420 у 2009, 4714 у 1999, 6941  у 1989).
Станом на 1989 рік село було поділене на 2 частини: менша частина з населенням 379 осіб (з них росіяни 44 %, німці 20 %) була центром Калинівської сільської ради, більша частина з населенням 6562 особи (з них росіяни 46 %) утворювала окрему Рузаєвську сільську раду.